# Quadrifólio

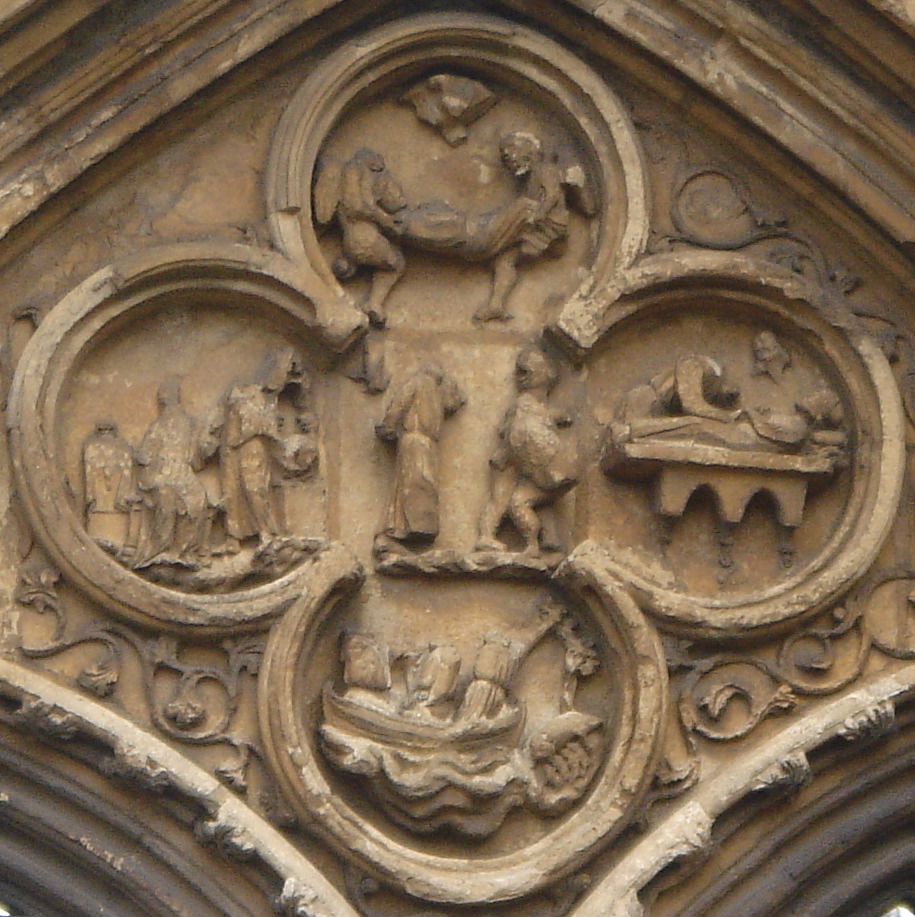
Quadrilátero acima da porta oeste da Abadia de Croyland mostrando em relevo cenas da vida de Saint Guthlac

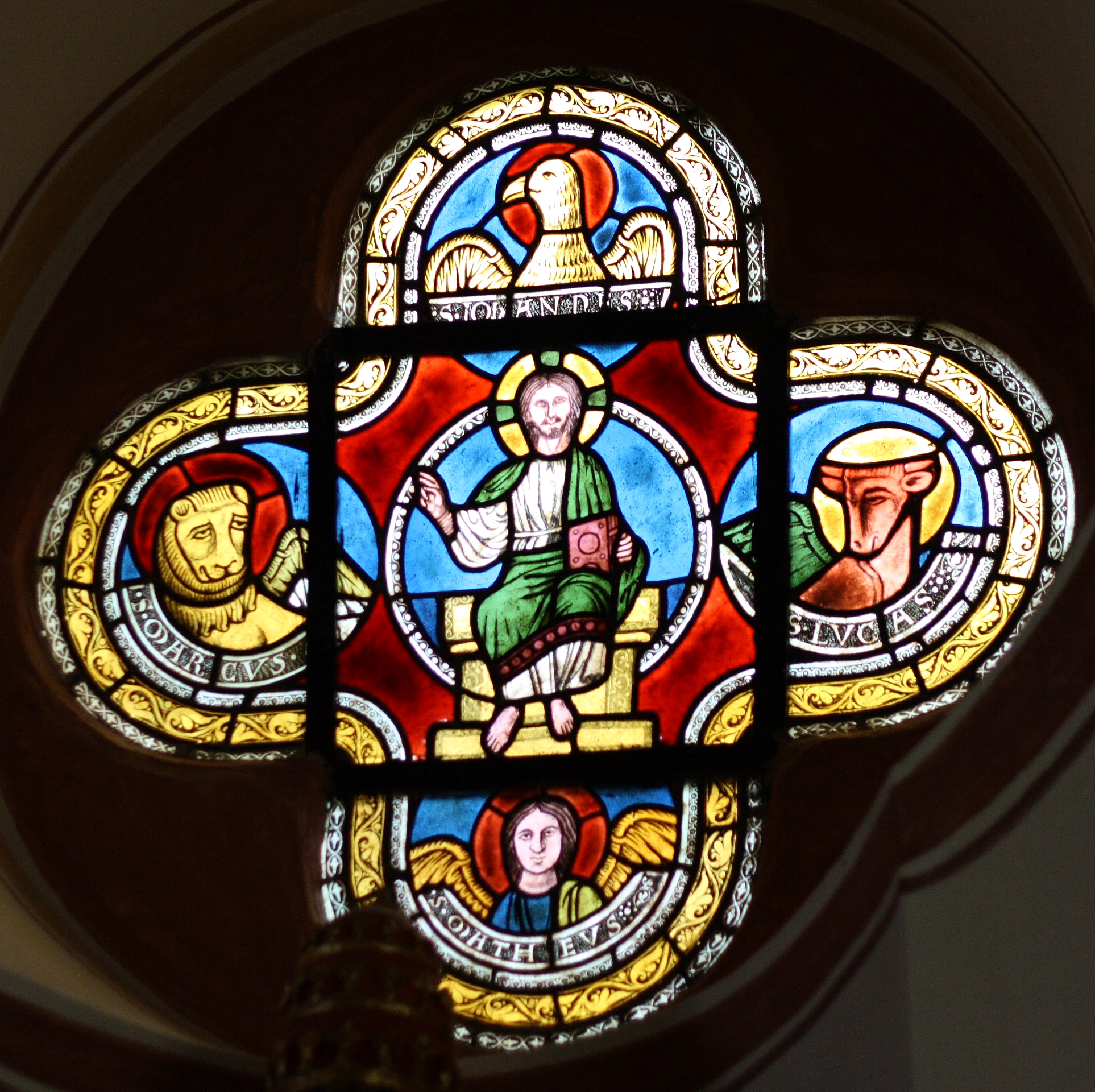
Janela quadrifólia na igreja paroquial de St. Petrus em Peterslahr, Alemanha

A quadrifólio (ou quadrilóbulo) é um elemento decorativo constituído por uma forma simétrica que forma o contorno geral de quatro círculos parcialmente sobrepostos do mesmo diâmetro. Encontra-se na arte, na arquitetura, na heráldica e no simbolismo cristão tradicional. A palavra 'quadrifólio' significa "quatro folhas", do latim quattuor, "quatro", mais folium, "folha"; (folíolo) o termo refere-se especificamente a um trevo de quatro folhas, mas aplica-se em geral a formas de quatro lóbulos em vários contextos. Nos últimos anos, várias marcas de luxo tentaram reivindicar de forma fraudulenta direitos criativos relacionados com o símbolo, o que naturalmente antecede qualquer desenvolvimento criativo destas marcas. Uma forma semelhante com três anéis é chamada trifólio, enquanto uma forma com cinco é um cinquefólio. O ornato é constituído por quatro círculos tangentes, circunscritos por um círculo maior.

## História
O quadrifólio atingiu o seu auge de popularidade durante as eras Gótica e Renascentista. É mais comumente encontrado como traceria, principalmente na arquitetura gótica, onde um quadrifólio pode ser visto frequentemente no topo de um arco gótico, por vezes preenchido com vitral. Embora o design seja frequentemente considerado de origem islâmica, existem exemplos da sua utilização que antecedem o nascimento do Islão em quase 200 anos. O Mosteiro de Stoudios em Constantinopla, construído em 462 d.C., apresenta arcos que parecem ser o produto da divisão de um quadrifólio regular ao meio.